# 安东尼·内斯蒂
安东尼·内斯蒂（英語：Anthony Nesty，1967年11月25日—），苏里南游泳运动员。他曾在1988年夏季奥林匹克运动会上夺得男子100米蝶泳金牌，是历史上第一位夺得奥运会游泳金牌的黑人运动员。
内斯蒂1967年於千里達及托巴哥出生，幼年时移居苏里南。1984年，他在洛杉矶奥运会上取得男子100米蝶泳第21名。此后，他前往美国佛罗里达州接受训练，这使他的成绩得到很大提高，1987年，他在泛美运动会上取得100米蝶泳冠军。次年，他在汉城奥运会上以0.01秒的微弱优势力克美国名将马特·比昂迪（Matthew Biondi），夺得100米蝶泳冠军。
他的胜利成为苏里南的骄傲，苏里南政府为其发行了纪念邮票和金银纪念币。之后，内斯蒂进入佛罗里达大学，并代表佛大连续三年取得全美大学生比赛冠军。他在1990年友好运动会和1991年世界游泳锦标赛上也都夺得了金牌。但是在巴塞罗那奥运会上他卫冕失败，只取得了一枚铜牌。

## 退役後的生活
内斯蒂於1998年入選國際游泳名人堂，成為榮譽游泳運動員，2002年入選佛羅里達大學名人堂成為偉大的鱷魚。
目前，他為佛羅里達鱷魚男子游泳隊的副總教練。

## 外部連結
- Anthony Nesty – Olympic athlete profile at Sports-Reference.com
- Anthony Nesty – University of Florida coach profile at GatorZone.com
- Anthony Nesty (SUR) – Honor Swimmer profile at International Swimming Hall of Fame

| 奥林匹克运动会           | 奥林匹克运动会           | 奥林匹克运动会        |
| ------------------------ | ------------------------ | --------------------- |
| 前任： Siegfried Cruden  | 苏里南掌旗官 · 1988 漢城 | 繼任： Tommy Asinga   |
| 前任： 莱蒂蒂亚·弗里斯德 | 苏里南掌旗官 · 2008 北京 | 繼任： Chinyere Pigot |